# Atenuacja
Atenuacja – sztuczne otrzymywanie odmian patogenów (wirusów, grzybów, bakterii) o znacznie obniżonej wirulencji przy równoczesnym zachowaniu ich oddziaływania immunologicznego na organizm. Stosuje się ją w celu wyprodukowania szczepionki.
Atenuowany ustrój chorobotwórczy jest nadal żywy, ale niezdolny do wywołania choroby. Podanie takiego osłabionego drobnoustroju powoduje wytworzenie przez organizm osobnika szczepionego przeciwciał przeciw niemu, a więc wywołanie odpowiedzi na czynnik chorobotwórczy.
Atenuacji dokonuje się prowokując mutacje (używa się w tym celu różnych mutagenów), regulując tempo namnażania przez zmiany temperatury oraz ograniczając ilość części składników w podłożu.
Najbardziej znanym przykładem zastosowania atenuacji w praktyce klinicznej jest BCG – atenuowany szczep Mycobacterium bovis, stosowany jako szczepionka w zapobieganiu gruźlicy.